# Antonym
Et antonym ("modsætningsord", fra græsk αντι, anti, "imod" + ονομα, onoma, "navn")  er et ord der betyder det modsatte af et andet ord.
Eksempler på antonymer kunne være varm og kold, tyk og tynd, op og ned.
Det modsatte af ordet 'antonym' er 'synonym'; ordet 'synonym' er således antonym til ordet 'antonym'.